# Bovenste Molen (Venlo)
De Bovenste Molen of Bovenste Houtmolen was een watermolen in Venlo in de gemeente Venlo in Nederlands Limburg. De watermolen bevond zich aan de Bovenste Molenweg in de buurt Onderste en Bovenste Molen van de wijk Jammerdaal niet ver van de Jammerdaalse Heide. De watermolen werd gevoed door de Venlose Molenbeek. Stroomafwaarts lag op ongeveer 200 meter naar het noordwesten de Onderste Molen. Ten zuidoosten van de plek waar de molen stond ligt de molenvijver. In het molengebouw is een hotel gevestigd.

## Geschiedenis
Rond 1426 werd de molen gebouwd. In 1615 tijdens de Tachtigjarige Oorlog werd de molen in brand gestoken en in 1620 weer hersteld. In 1760 brandde de molen met woonhuis en bijgebouwen tot de grond toe af. In 1766 werd deze weer opgebouwd. In 1903 werd er toestemming verleend voor een nieuw ijzeren bovenslagrad van een meter breed en 3,7 meter in doorsnee. In 1926 werd de molen verkocht en in 1927 werd de molen stilgelegd. In het gebouw was eerder een café-restaurant gevestigd en dat werd in het begin van de jaren 1930 uitgebreid met overnachtingen. Sinds 1977 is het hotel in handen van de Bilderberg-hotelketen.